# دودمان پالایولوگی

پرچم امپراتوری روم شرقی در دوران حکمرانی دودمان پالایولوگی

دودمان پالایولوگی (به یونانی: Παλαιολόγοι) (به انگلیسی: Palaiologos) خاندانی از نجیب‌زادگان یونانی بیزانسی بودند که به عنوان واپسین و طولانی‌ترین دودمان، از آغاز در سال ۱۲۵۹ میلادی، تا فتح قسطنطنیه توسط ترکان مسلمان در ۱۴۵۳، نزدیک به‌ دو سده بر امپراتوری بیزانس فرمان راندند.

## تاریخچه
در قرن دوازدهم میلادی، بیشتر اعضای دودمان پالایولوگی فرماندهان عالی‌رتبه ارتش رم شرقی بودند. پس از جنگ صلیبی چهارم پالایولوگی‌ها به امپراتوری نیقیه رفتند و در آنجا میخائیل هشتم پالایولوگوس در سال ۱۲۵۹ میلادی به امپراتوری رسید. او در سال ۱۲۶۱ میلادی قسطنطنیه را فتح کرد و پس از آن پالایولوگی‌ها املاک وسیعی را در سرتاسر امپراتوری به تملک خود در آوردند. در دوران حکومت ژان پنجم پالایولوگوس، رقابت‌هایی بر سر دستیابی به قدرت درون دودمان پالایولوگی آغاز شد. در سال ۱۳۶۷ پسر ژان، آندرونیکوس چهارم او را از سلطنت خلع و زندانی کرد. سه سال بعد ژان و ولیعهد قانونی او مانوئل دوم موفق به باز پس گیری قسطنطنیه شدند. در پی توافقی که صورت گرفت آندرونیکس و پسرش ژان هفتم به عنوان حاکمان رسمی محله سیلیوری شناخته شدند، با این حال ژان هفتم در سال ۱۳۹۰ بار دیگر شورش کرد و تمامی قسطنطنیه را به تصرف خود درآورد و خود را امپراتور خواند تا سرانجام با پیروزی دوباره مانوئل دوم، از سلطنت خلع شد. کنستانتین یازدهم پالایولوگوس آخرین امپراتور بیزانس بود که در زمان فتح قسطنطنیه به دست ترکان عثمانی، کشته شد.